# Orchard (Iowa)
Orchard ist eine Stadt im Mitchell County im Nordosten des US-Bundesstaates Iowa. Das U.S. Census Bureau hat bei der Volkszählung 2020 eine Einwohnerzahl von 68 auf einer Fläche von 0,2 km² ermittelt. Sie ist an das Eisenbahnnetz angeschlossen und hat Anschluss an den IA 218. Orchard liegt ein paar Kilometer südlich des County-Seats Osage nahe dem Idlewild State Park.